# 禾丰镇 (于都县)
禾丰镇，是中华人民共和国江西省赣州市于都县下辖的一个乡镇级行政单位。

## 行政区划
禾丰镇下辖以下地区：
利帮社区、东方红社区、禾丰村、东光村、隘下村、坪山村、黄塅村、华堂村、珠塘村、黄泥村、金盆村、园岭村、麻园村、陂角村、大湾村、尧口村、大龙村、大字村、营前村、中坊村、黄田村、库心村、石迳村和亭子村。